# Lực lượng Bảo vệ bờ biển Nhật Bản
Lực lượng Bảo vệ bờ biển Nhật Bản (海上保安庁 Hải thượng Bảo an sảnh, Kaijō Hoan-chō), gọi tắt là Hải bảo (海保: Kaiho), cũng được dịch trong tiếng Việt là Tuần duyên Nhật Bản hay Cảnh sát biển Nhật Bản, là lực lượng bảo vệ và thực hiện chức năng quản lý về an ninh, trật tự, an toàn và bảo đảm việc chấp hành pháp luật Nhật Bản.
Lực lượng Bảo vệ bờ biển Nhật Bản thuộc quản lý và điều hành của Quốc thổ giao thông tỉnh (Bộ Đất đai, Cơ sở hạ tầng, Giao thông vận tải và Du lịch Nhật Bản)

## Tóm tắt
Nhiệm vụ của Tuần duyên Nhật Bản là đảm bảo an ninh và trật tự trên biển, thông qua các công tác sau:
- Tuần tra trên biển  - Chống nhập cư bất hợp pháp, buôn lậu  - Chống cướp biển  - Chống khủng bố  - An ninh trật tự hàng hải  - Giám sát hoạt động tàu cá bất hợp pháp nước ngoài  - Chống tàu gián điệp  - Xử lý các tàu khảo sát  bất hợp pháp nước ngoài  - Tuần tra các vùng biển có tranh chấp
- Tìm kiếm cứu nạn
- Khảo sát thủy văn và  hải dương học
- Quản lý giao thông hàng hải

## Lịch sử
Tuần duyên Nhật Bản được thành lập năm 1948. Hiện nay có khoảng 12.000 nhân viên, dưới sự lãnh đạo của Bộ Đất đai, Cơ sở hạ tầng, Giao thông vận tải và Du lịch.
Tên tiếng Anh ban đầu của đội tuần duyên là Maritime Safety Agency of Japan (cơ quan an toàn hàng hải), năm 2000 mới đổi thành Japan Coast Guard (viết tắt là JCG).
Ngày 22-12-2001, JCG đã chặn một tàu mang cờ Trung Quốc tiến vào vùng đặc quyền kinh tế (viết tắt tiếng Anh: EEZ) của Nhật từ hải phận Triều Tiên; tàu này đã không hồi đáp mệnh lệnh nên JCG khai hỏa. Tàu kia thoát về EEZ của Trung Quốc thì chìm. JCG cứu vớt được thủy thủ và phát hiện trên con tàu đó một số vũ khí cùng những thiết bị gián điệp. Hiện chiếc tàu này đã đem về trưng bày tại bảo tàng Bảo vệ bờ biển Nhật Bản ở Yokohama.

## Nhiệm vụ
1. Bảo vệ an ninh hàng hải: Bắt tội phạm trên biển
2. Tìm kiếm và cứu nạn trên biển: Cứu và hỗ trợ tàu bị đắm, cháy;
3. Tìm kiếm thông tin trên biển: Vẽ bản đồ về biển; Đo đạc vùng lãnh thổ, thềm lục địa;
4. Bảo vệ vận tải trên biển:

## Tổ chức
Tổng số nhân viên của Lực lượng Tuần duyên Nhật Bản gồm có 12636 người (số người này gần bằng số lượng cảnh sát ở tỉnh Akechi) với ngân sách là 175 tỷ 400 triệu yên (năm tài khoá 2011)

### Văn phòng nội bộ
Văn phòng nội bộ của Tuần duyên Nhật Bản gồm có 5 ban chính và 2 thanh tra trưởng.
- Ban Quản lý Lực lượng Bảo vệ bờ biển Nhật Bản
- Ban Trang bị kỹ thuật
- Ban Thông tin trên biển
- Ban Giao thông Vận tải biển
- Thanh tra trưởng (2 người)

### Cơ quan đào tạo, giáo dục
Cơ quan đào tạo, giáo dục của Tuần duyên Nhật Bản gồm 2 cơ quan chính
- Trường Đại học Tuần duyên Nhật Bản (Kure, tỉnh Hiroshima):
- Trường học Tuần duyên Nhật Bản:
  - Phân hiệu Moji (Tỉnh Fukuoka)
  - Phân hiệu Miyagi (Tỉnh Miyagi): Đào tạo phi công Tuần duyên Nhật Bản

### Vùng Tuần duyên Nhật Bản

#### Phân vùng Tuần duyên Nhật Bản
Tuần duyên Nhật Bản được phân ra gồm 11 quản khu (管区).

Bản đồ phân chia vùng hoạt động của Tuần duyên Nhật Bản

| Tên địa hạt                                                                          | Trụ sở chính       | Vùng quản lý |
| ------------------------------------------------------------------------------------ | ------------------ | --- |
| Quản khu số 1 第一管区海上保安本部 Đệ nhất Quản khu Hải thượng Bảo an bản bộ         | Otaru, Hokkaidō    | Hokkaidō (kể cả vùng lãnh thổ phương Bắc) |
| Quản khu số 2 第二管区海上保安本部 Đệ nhị Quản khu Hải thượng Bảo an bản bộ          | Shiogama, Miyagi   | tỉnh Aomori, tỉnh Iwate, tỉnh Miyagi, tỉnh Akita, tỉnh Fukushima, tỉnh Yamagata                                                                                 |
| Quản khu số 3 第三管区海上保安本部 Đệ tam Quản khu Hải thượng Bảo an bản bộ          | Naka-ku, Yokohama  | tỉnh Ibaraki, tỉnh Tochigi, tỉnh Gunma, tỉnh Saitama, tỉnh Chiba, thủ đô Tokyo, tỉnh Shizuoka, tỉnh Yamanashi, tỉnh Kanagawa                                    |
| Quản khu số 4 第四管区海上保安本部 Đệ tứ Quản khu Hải thượng Bảo an bản bộ           | Thành phố Nagoya   | tỉnh Gifu, tỉnh Mie, tỉnh Aichi |
| Quản khu số 5 第五管区海上保安本部 Đệ ngũ Quản khu Hải thượng Bảo an bản bộ          | Thành phố Kobe     | tỉnh Shiga, tỉnh Osaka, tỉnh Kyoto (phần phía Nam của Nantan), tỉnh Hyogo (và một phần biển nội địa Seto), tỉnh Nara, tỉnh Wakayama, tỉnh Tokushima, tỉnh Kochi |
| Quản khu số 6 第六管区海上保安本部 Đệ lục Quản khu Hải thượng Bảo an bản bộ          | Minami, Hiroshima  | tỉnh Okayama, tỉnh Kagawa, tỉnh Yamaguchi (phía đông của biển nội địa Seto), tỉnh Hiroshima, tỉnh Ehime                                                         |
| Quản khu số 7 第七管区海上保安本部 Đệ thất Quản khu Hải thượng Bảo an bản bộ         | Moji, Kitakyūshū   | tỉnh Fukuoka, tỉnh Saga, tỉnh Yamaguchi (một phần thành phố Ube của biển nội địa Seto, thêm phần Biển Nhật Bản), tỉnh Nagasaki, tỉnh Oita                       |
| Quản khu số 8 第八管区海上保安本部 Đệ bát Quản khu Hải thượng Bảo an bản bộ          | Maizuru, Kyoto     | tỉnh Kyoto (phần phía Bắc của thị trấn Kyotan), tỉnh Fukui, tỉnh Hyogo, tỉnh Tottori, tỉnh Shimane (kể cả quần đảo Takeshima)                                   |
| Quản khu số 9 第九管区海上保安本部 Đệ cửu Quản khu Hải thượng Bảo an bản bộ          | Chuou Niigata      | tỉnh Niigata, tỉnh Toyama, tỉnh Ishikawa, tỉnh Nagano |
| Quản khu số 10 第十管区海上保安本部 Đệ thập Quản khu Hải thượng Bảo an bản bộ        | thành phốKagoshima | tỉnh Kumamoto (ngoại trừ phần biển Ariake), tỉnh Miyazaki, tỉnh Kagoshima                                                                                       |
| Quản khu số 11 第十一管区海上保安本部 Đệ thập nhất Quản khu Hải thượng Bảo an bản bộ | Naha Okinawa       | tỉnh Okinawa (kể cả quần đảo Senkaku) |

## Trang bị
| Hình ảnh                | Tên loại tàu                              | Chủng loại                   | Nước sản xuất | Số lượng                                                                                  | Ghi chú |              |
| Tàu tuần tra            | Tàu tuần tra                              | Tàu tuần tra                 | Tàu tuần tra  | Tàu tuần tra                                                                              | Tàu tuần tra | Tàu tuần tra |
| ----------------------- | ----------------------------------------- | ---------------------------- | ------------- | ----------------------------------------------------------------------------------------- | --- | ------------ |
|                         | PLH (Patrol Vessel Large with Helicopter) | Loại có 2 máy bay trực thăng | Nhật Bản      | 4                                                                                         | - PLH-31: Shikishima - PLH-32: Akitsushima - PLH-21: Mizuho - PLH-22: Yashima |              |
| PLH-01                  | PLH (Patrol Vessel Large with Helicopter) | Loại có 1 máy bay trực thăng | Nhật Bản      | 10                                                                                        | - PLH-01: Souya - PLH-02: Tsugaru - PLH-03: Osumi - PLH-04: Hayato - PLH-05: Zaou - PLH-06: Chikuzen - PLH-07: Settsu - PLH-08: Echigo - PLH-09: Ryuukyuu - PLH-10: Daisen |              |
| PL-31                   | PL (Patrol Vessel Large)                  | Loại 3500 tấn                | Nhật Bản      | 1                                                                                         | - PL-31: Izu |              |
|                         | PL (Patrol Vessel Large)                  | Loại 3000 tấn                | Nhật Bản      | 2                                                                                         | - PL-21: Kojima - PL-22: Miura |              |
| PL-51                   | PL (Patrol Vessel Large)                  | Loại 2000 tấn                | Nhật Bản      | 3                                                                                         | - PL-51: Hida - PL-52: Akaishi - PL-53: Kiso |              |
| PL-03 PL-43 PL-61 PL-62 | PL (Patrol Vessel Large)                  | Loại 1000 tấn                | Nhật Bản      | - 1 (lớp Nojima1) - 7 (lớp Ojimo2) - 2 (lớp Kunigami3) - 3 (lớp Aso4) - 9 (lớp Hateruma5) | - PL-01: Nojima1 - PL-02: Erimo2 - PL-03: Kudaka2 - PL-04: Yahiko2 - PL-05: Dẹima2 - PL-06: Kurikoma2 - PL-07: Satsuma2 - PL-08: Tosa2 - PL-09: Kunigami3 - PL-10: Motobu3 - PL-41: Aso4 - PL-42: Dewa4 - PL-43: Hakusan4 - PL-61: Hateruma5 - PL-62: Ikigashi5 - PL-63: Yonakuni5 - PL-64: Shimokita5 - PL-65: Shiretoko5 - PL-66: Shikine5 - PL-67: Amagi5 - PL-68: Suzuka5 - PL-69: Koshiki5 |              |